# Ла-Пас (Сесар)
Ла-Пас или Ла-Пас-Роблес (исп. La Paz) — город и муниципалитет на северо-востоке Колумбии, на территории департамента Сесар.

## История
Поселение из которого позднее вырос город было основано 10 января 1775 года. Муниципалитет Ла-Пас был образован в 1967 году.

## Географическое положение

Муниципалитет Ла-Пас

Город расположен в северо-восточной части департамента, к востоку от реки Сесар и к западу от горного хребта Сьерра-де-Периха, на расстоянии приблизительно 9 километров к юго-востоку от Вальедупара, административного центра департамента. Абсолютная высота — 178 метров над уровнем моря.

Муниципалитет Ла-Пас граничит на севере с муниципалитетом Манауре-Балькон-дель-Сесар и территорией департамента Гуахира, на юге — с муниципалитетом Агустин-Кодасси, на юго-западе — с муниципалитетом Эль-Пасо, на западе — с муниципалитетом Сан-Диего, на северо-западе — с муниципалитетом Вальедупар. На востоке административная граница муниципалитета совпадает с участком государственной границы между Колумбией и Венесуэлой. Площадь муниципалитета составляет 1082 км².

## Население
По данным Национального административного департамента статистики Колумбии, совокупная численность населения города и муниципалитета в 2012 году составляла 22 612 человек.
Динамика численности населения муниципалитета по годам:
| 2005   | 2006   | 2007   | 2008   | 2009   | 2010   | 2011   | 2012   |
| ------ | ------ | ------ | ------ | ------ | ------ | ------ | ------ |
| 21 874 | 21 994 | 22 109 | 22 236 | 22 340 | 22 438 | 22 522 | 22 612 |

Согласно данным переписи 2005 года мужчины составляли 51,3 % от населения Ла-Паса, женщины — соответственно 48,7 %. В расовом отношении белые и метисы составляли 95 % от населения города; негры, мулаты и райсальцы — 2,5 %, индейцы — 2,5 %.
Уровень грамотности среди населения старше 15 лет составлял 81,4 %.

## Экономика
Основу экономики Ла-Паса составляет сельскохозяйственное производство (в структуре которого значимую роль играет животноводство).
52,8 % от общего числа городских и муниципальных предприятий составляют предприятия торговой сферы, 33,5 % — предприятия сферы обслуживания, 4,4 % — промышленные предприятия, 9,2 % — предприятия иных отраслей экономики.